# Aeropuerto de Nikolsk
El aeropuerto de Nikolsk, o Nikolsk sur (en ruso: Аэропо́рт Никольск ICAO:  ; IATA:  ) es un aeropuerto del norte de la Rusia europea, en el óblast de Vólogda, a cinco kilómetros a sudeste de la ciudad de Nikolsk, y 168m (551 pies) sobre el nivel del mar. 
Es un pequeño aeródromo civil con una pista de asfalto en dirección 17/35 de 1.250x20 m. (4.101x66 pies). Cuenta con un área de aparcamiento y edificios de administración.